# Échec et math pour les filles
Échec et math pour les filles (en France) ou Comme un garçon (au Québec) (Girls Just Want to Have Sums) est le 19e épisode de la saison 17 de la série télévisée d'animation Les Simpson. Le thème de cet épisode est le sexisme.

## Synopsis
À la fin de la représentation de la comédie musicale d'Itchy et Scratchy, le principal Seymour Skinner félicite chaleureusement la metteuse en scène qui est une ancienne élève de l'école élémentaire. Celle-ci ajoute qu'elle avait de très bonnes notes presque partout, mais qu'elle avait parfois un peu de mal en mathématiques. Skinner dit alors qu'il trouve tout à fait normal qu'elle ne soit pas douée pour les sciences, « étant donné qu'elle est une fille ».
Devant les réactions de la population féminine de Springfield, il essaye tant bien que mal de rattraper son commentaire sexiste, mais le mal est fait. Les Springfieldiennes se sentent offensées. Skinner est alors remplacé au poste de principal par une femme, qui décide immédiatement de diviser l'école en deux parties, une pour les filles et l'autre pour les garçons.
Mais Lisa trouve que les cours de mathématiques dispensés aux filles sont décevants et très faciles... Elle décide alors d'assister aux cours des garçons, bien plus instructifs et stimulants. Mais pour cela, elle n'aura d'alternative que de suivre les conseils de Marge et de se faire passer pour un garçon...

## Références culturelles

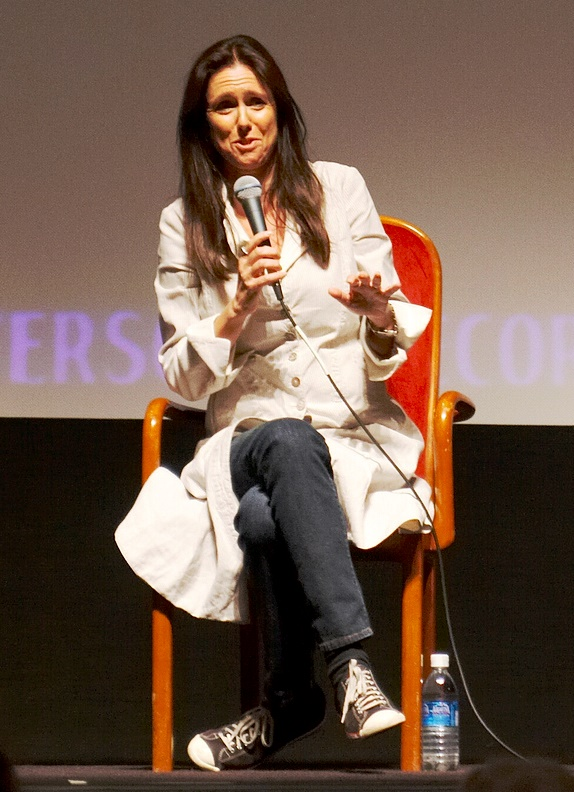
Julie Taymor remporta six Tony Awards pour sa comédie musicale. La première représentation eut lieu le 31 juillet 1997 à Minneapolis à l’Orpheum Theatre.

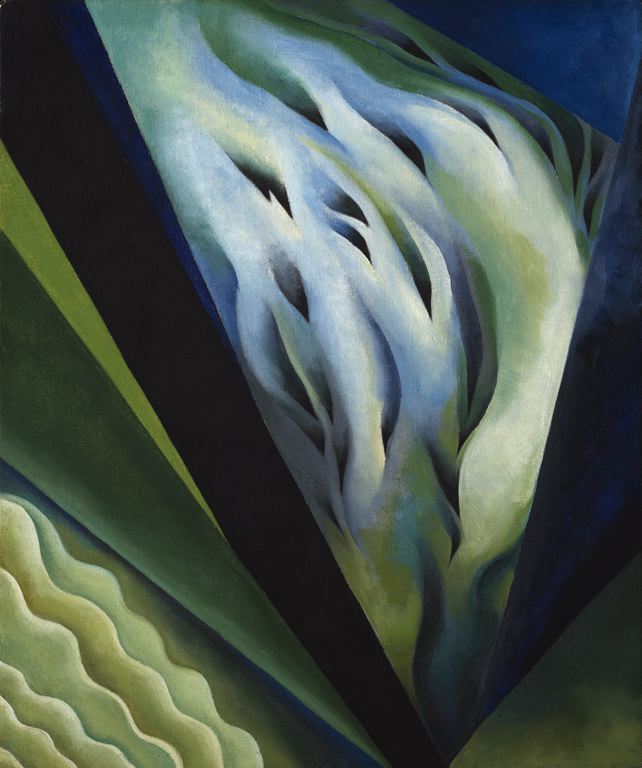
Blue and Green Music par Georgia O'Keeffe, 1921. Le tableau de O'Keeffe exposé à l'école de filles de Springfield représente un arum dont le spadice se dresse crânement au sein d'une spathe plissée.